# Heddal stavkirke
Kościół klepkowy w Heddal (Heddal stavkirke) – kościół klepkowy (słupowy), znajdujący się w norweskiej miejscowości Heddal, w gminie Notodden, w regionie Telemark. Jest największym z 28 kościołów tego typu w Norwegii. 

## Historia
Trójnawowa świątynia jest największym zachowanym kościołem klepkowym (słupowym) w Norwegii. Powstała w 1242 roku, choć część prezbiterium datuje się z roku 1147. Ołtarz powstał w roku 1667, przebudowano go w 1907 roku. Budowla wzmiankowana była po raz pierwszy w roku 1315. 
W latach 1849–1851 przeprowadzono gruntowną renowację kościoła, kiedy to m.in. dodano zewnętrzny dzwon. Następną renowację przeprowadzono w latach 50. XX w. z powodu błędów przy poprzedniej przebudowie. Od czasu reformacji świątynia należy do Kościoła Norweskiego. Do dziś jest głównym kościołem w okolicy. Z kościołem związane są legendy; według jednej z nich został wybudowany w trzy dni.

## Opis
Do budowy kościoła nie wykorzystano żelaznych gwoździ, a całość składa się z wyłącznie drewnianych trzpieni.
Konstrukcja oparta jest na pionowych słupach narożnych, których w tej świątyni jest aż 12. Są one spięte długimi deskami (klepkami). 
Budowla posiada trzy wieże, 64 powierzchnie dachowe, portyk i apsyda. 
Ze względu na swoje spore rozmiary często jest określany, jako drewniana katedra. 
W wystroju wnętrza uwagę zwraca bogato rzeźbiony tron biskupi, malowidło ołtarzowe, malowidła ścienne i inskrypcje runiczne z końca XVII wieku. Rzeźbienia związane są z mitem o Sygurdzie Fafnesbane, który przetworzono na motyw biblijny z Jezusem i diabłem.